# Puerta del Sol
Puerta del Sol (pol. brama słońca) – jeden z najważniejszych placów w Madrycie, w barrio Sol, w dystrykcie Centro. Znajduje się w samym centrum miasta, lecz w XV wieku był to jeden z wjazdów do miasta położony w jego wschodniej części murów (stąd nazwa: hiszp. Puerta del Sol czyli „Brama Słońca”).
Na placu znajduje się pomnik Karola III i dwudziestotonowa statua niedźwiedzia wspinającego się na drzewo truskawkowe – symbol Madrytu. Najważniejszym budynkiem jest Urząd Pocztowy, w którym odbywają się zebrania Rady Autonomicznej Prowincji Madrytu. To właśnie tu odbywa się większość demonstracji i manifestacji, plac jest też miejscem gdzie organizowana jest co roku Parada Madrilenos, również tu organizowana jest zabawa sylwestrowa dla mieszkańców miasta.
Puerta del Sol znany jest również z powodu swojego położenia uwzględnianego przez mapy drogowe Hiszpanii. Jest on uważany za centrum Madrytu i Hiszpanii, przed budynkiem Urzędu Pocztowego położony jest tzw. kilometr zerowy, punkt od którego zaczyna się mierzyć odległości na drogach wychodzących z Madrytu w kierunku innych hiszpańskich miast. Na placu znajduje się także reklama – neon Tio Pepe, jedna z najstarszych w mieście, wpisana do rejestru zabytków, także stacja metra Sol.

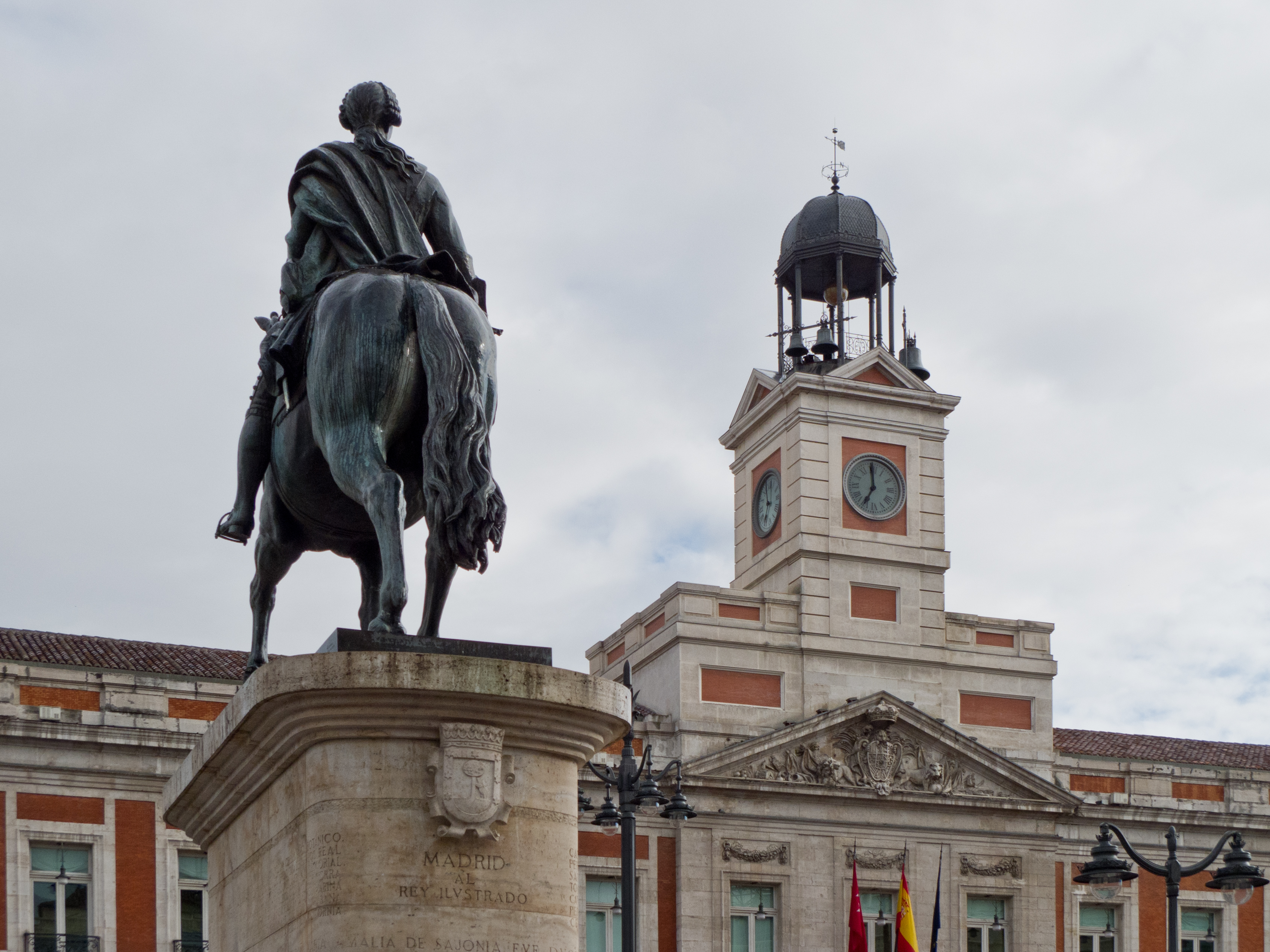
Pomnik konny Karola III (2012)
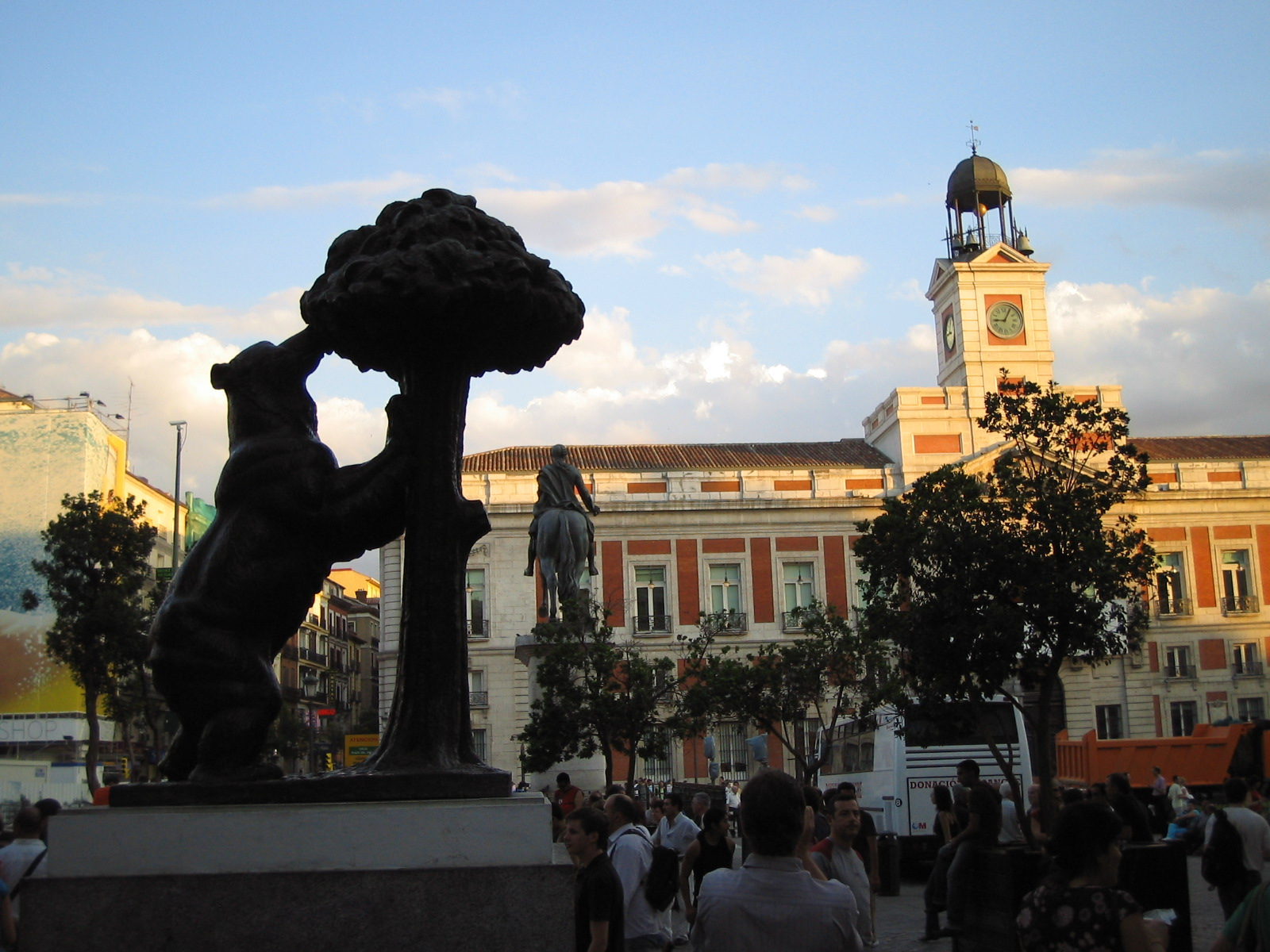
Statua niedźwiedzia wdrapującego się na drzewo truskawkowe - symbol Madrytu (2006)
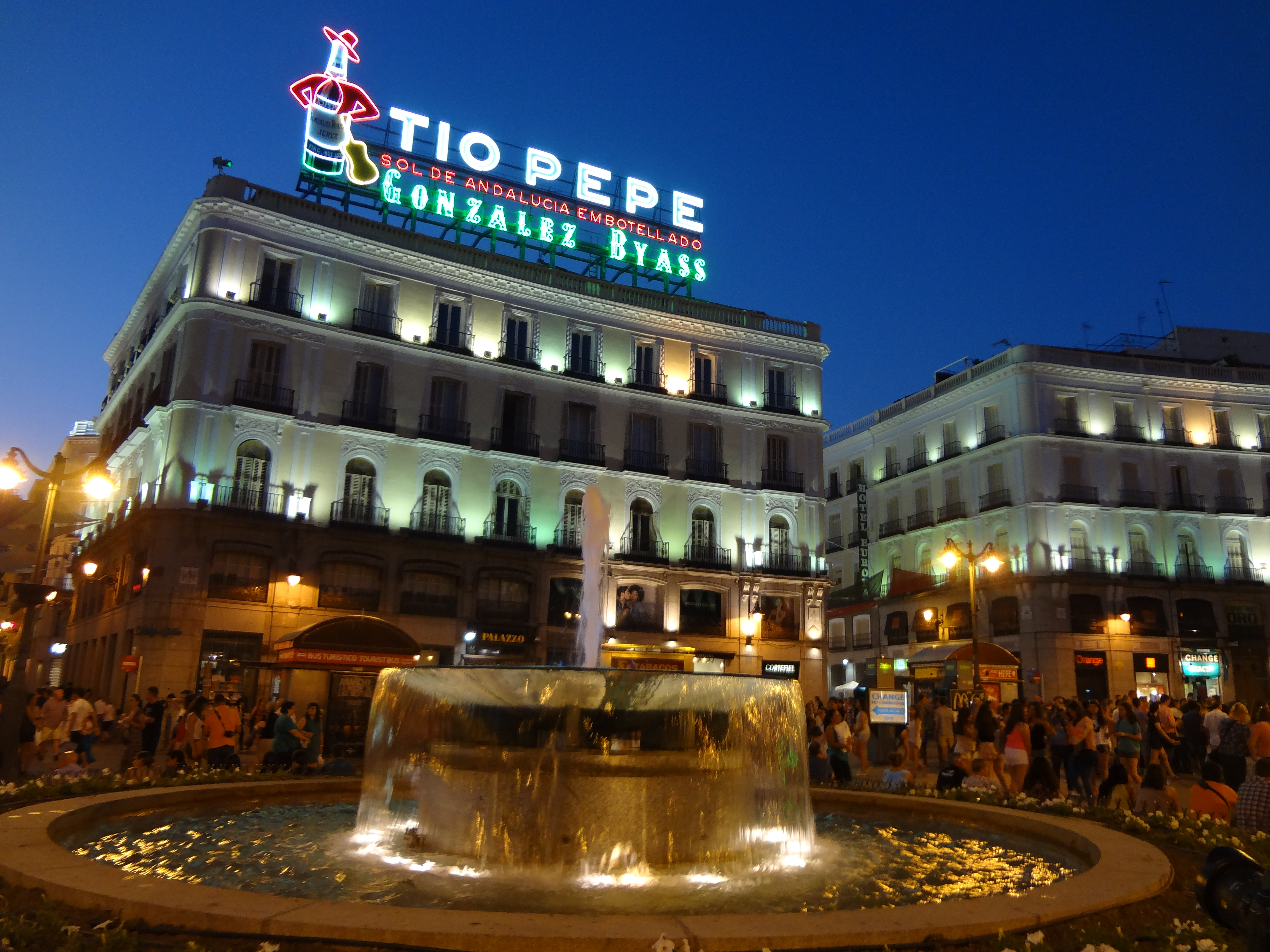
Neon Tio Pepe (2014)
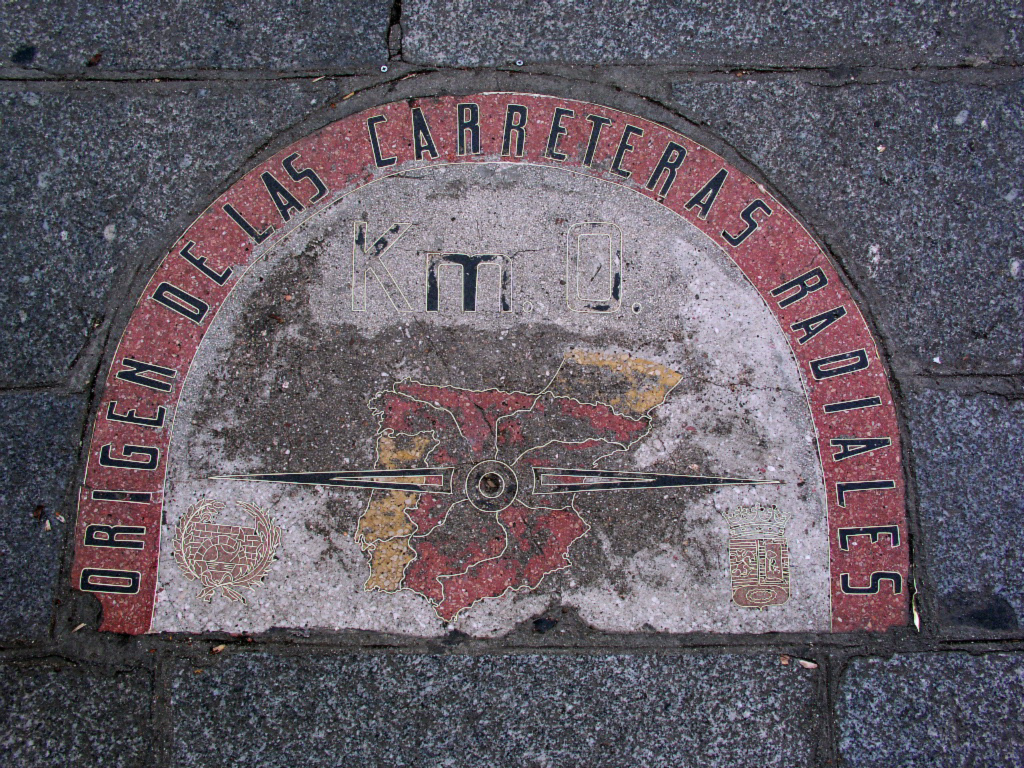
Kamień wmurowany w plac wyznaczający kilometr zerowy (2003)